# オキシデンタル・ペトロリアム
オキシデンタル・ペトロリアム（Occidental Petroleum Corporation、略称：オクシー、OXY, NYSE:OXY）は、アメリカ合衆国の石油、ガス及び化学関係企業。

## 概要
1920年に創業され、その後大富豪、政商として知られるアーマンド・ハマーが、ソビエト連邦との貿易で得た莫大な資産を元に経営権を握った。「石油メジャー」と呼ばれる7大石油会社に次ぐ規模の独立系石油会社である。本社はテキサス州ヒューストンに所在する。

## 歴史
当初は化学製品の処理などを行っていたが、第二次世界大戦後にアーマンド・ハマーが経営権を握ると、当時すでに世界有数の産油量を誇っていたイランや、イドリース1世国王の下で積極的に油田開発を進めていたリビアとの石油開発・取引や、北海油田の開発などにも手を伸ばし、莫大な資産を得て、いわゆる「セブン・シスターズ」に次ぐ規模にまで拡大した。
しかしその後、1969年9月にイスラム社会主義革命を起こしたリビアのカダフィ大佐がリビア以外に有力油田を持たなかったオクシデンタルと交渉し、1974年にカダフィ政権が初めて署名した外国企業との契約である石油探査協定を締結した。その後、リビアとアメリカは断交し、アメリカは経済制裁を発動し、渡航禁止措置を行ったことで、リビアにあった同社の資産はすべて接収・国有化され大打撃を受けて北海油田地を中心とした収益モデルへと移行を進めた。
しかし、2004年にアメリカ政府による渡航禁止措置が解除され、2005年1月に行われたリビアの石油・ガス権益入札でオクシデンタルとアラブ首長国連邦のアブダビ国営石油会社の連合がその多くを制してリビアへの本格的な復帰が期待されたが、2011年6月からリビア政府との癒着で追及を受け、10月にはアラブの春でのカダフィ政権の崩壊による混乱から撤退を決定した。
2005年、ヴィンテージ石油（Vintage Petroleum）を38億ドルで買収。2008年にはプレーンズ・オールアメリカンパイプライン（Plains All American Pipeline）の株式を10%取得。2019年には、アンダルコ石油（Anadarko Petroleum）を570億ドルで買収、世界で4番目に巨額のエネルギー関連企業買収となった。
2022年11月5日、バークシャー・ハサウェイの持分法適用会社となることが発表された。
2023年に直接空気回収技術を持つカーボン・エンジニアリング社を11億ドルで買収。

## 事故
1988年7月6日に、同社がイギリスの北部海上で運営する北海油田の海上油田プラットフォームである「パイパー・アルファ」がガス漏れにより爆発、大破し167人が死亡するという大惨事になった。

## 食品メーカーという側面
Fortune87年4月27日号・全米メーカー・トップ500では、食品メーカーの売上高で153億ドルを記録して首位に君臨した。2位のクラフトフーヅは87億ドルであった。カーギル、コンチネンタルグレイン、ルイ・ドレフュスという三大穀物商社とのコネクションに物を言わせた結果として論じられる。